# Cardioplegie
Cardioplegie (afkomstig van het Griekse kardia (hart) en het achtervoegsel -plegie, wat refereert aan het staken, stoppen of verlammen) is het al dan niet kunstmatig stoppen van de werking van het hart. De term cardioplegie refereert vaak aan het tijdelijk stilleggen van de hartfunctie ten bate van hartchirurgie. De term wordt in nog engere zin gebruikt voor de vloeistof die asystolie veroorzaakt. Cardioplegie is nodig om een niet-bewegend en bloedvrij werkveld voor de chirurg te creëren bij hartoperaties. Hiervoor wordt de patiënt eerst gekoppeld aan een hart-longmachine. Die zorgt ervoor dat het bloed van de patiënt door het lichaam blijft stromen en er gasuitwisseling blijft plaatsvinden. 

## Procedure
De meest gebruikelijke methode om cardioplegie uit te voeren ten bate van hartchirurgie is het toedienen van een koude cardioplegische vloeistof. Deze vloeistof vervangt het bloed in hart en heeft tot primaire doel het veroorzaken van asystolie, maar voorkomt daarnaast dat de hartspiercellen worden beschadigd door zuurstofgebrek. Door de aansluiting op de hart-longmachine passeert het bloed namelijk het hart tijdens de operatie, waardoor de cellen in het hart tijdelijk geen zuurstof en voedingsstoffen ontvangen. Enerzijds zorgt de lage temperatuur van de cardioplegische vloeistof ervoor dat de myocardcellen minder zuurstof nodig hebben en dus minder snel worden aangetast door zuurstofgebrek. Het metabolisme wordt tijdelijk verlaagd. Anderzijds veroorzaakt de hoge concentratie K+-ionen in de cardioplegische vloeistof asystolie; de hartspiercellen trekken niet meer samen zoals zij dat bij een normale hartwerking doen. Meer specifiek zorgt de hoge concentratie K+-ionen cel ervoor dat myocardcellen niet kunnen repolariseren na een actiepotentiaal.
Het bloed in het hart wordt tijdens de operatie vervangen door cardioplegische vloeistof. Aangezien de hartspiercellen bereikt moeten worden met de vloeistof moet deze worden toegediend in het vatenstelsel waarmee het hart normaal van zuurstof wordt voorzien. Dit vatenstelsel bestaat uit de kransslagaders en kransaders. De cardioplegische vloeistof kan zowel in het slagadersysteem van het hart worden toegediend (antegrade cardioplegie) als in het adersysteem (retrograde cardioplegie). Wanneer retrograde cardioplegie wordt toegepast wordt de vloeistof geïntroduceerd in de sinus coronarius.
Nadat de hartprocedure is uitgevoerd, wordt het hart weer aangesloten op de circulatie, waardoor de cardioplegische vloeistof wordt vervangen door het bloed van de patiënt. Hierdoor wordt het teveel aan K+-ionen weer opgeheven en wordt de temperatuur hersteld. Het hart komt dan vanzelf weer op gang.